# François Le Moyne de Bienville
Pour les articles homonymes, voir Le Moyne.
François Le Moyne de Bienville, né le 16 mars 1666, officier canadien des troupes de la Marine tué le 6 juin 1691 à Repentigny en combattant les Iroquois. 

## Historique
Il était le cinquième fils de Charles Le Moyne de Longueuil. Comme cadet, il prit part à la campagne contre les Iroquois en 1687 avec son frère Jacques Le Moyne de Sainte-Hélène. En février 1690, il accompagna ses frères Sainte-Hélène et Pierre Le Moyne d'Iberville dans l'expédition contre Corlaer dans la colonie de New York. Au printemps 1691, il partit pourchasser les Iroquois qui avaient ravagé la région de Montréal depuis le début mai. Avec Philippe de Rigaud de Vaudreuil et cent volontaires, il partit au début de juin 1691 à la poursuite d'une bande d'Onneiouts qui rôdait dans les alentours de l'est de Montréal. Il les attaqua à Repentigny la nuit du 6 au 7 juin. Durant cet engagement, François de Bienville fut tué, avec sept ou huit autres confrères. Ce fut l'une des rares occasions où les Iroqouis furent défaits sur le sol canadien. François de Bienville fut enterré à Montréal, et son titre alla à son frère, Jean-Baptiste Le Moyne de Bienville, le douzième enfant de Charles Le Moyne et fondateur de la Louisiane.